# 施密特陨石坑
施密特陨石坑(Schmidt)是月球正面位于静海西南边沿附近的一座小撞击坑，其名称取自德国天文学家和地球物理学家约翰·弗里德里希·尤利乌斯·施密特(1825年-1884年)和德国光学设计家伯恩哈德·施密特(1879年-1935年)以及前苏联天文学家、地球物理学家、数学家奥托·尤利耶维奇·施密特(1891年-1956年)，1935年被国际天文学联合会批准接受。

## 描述

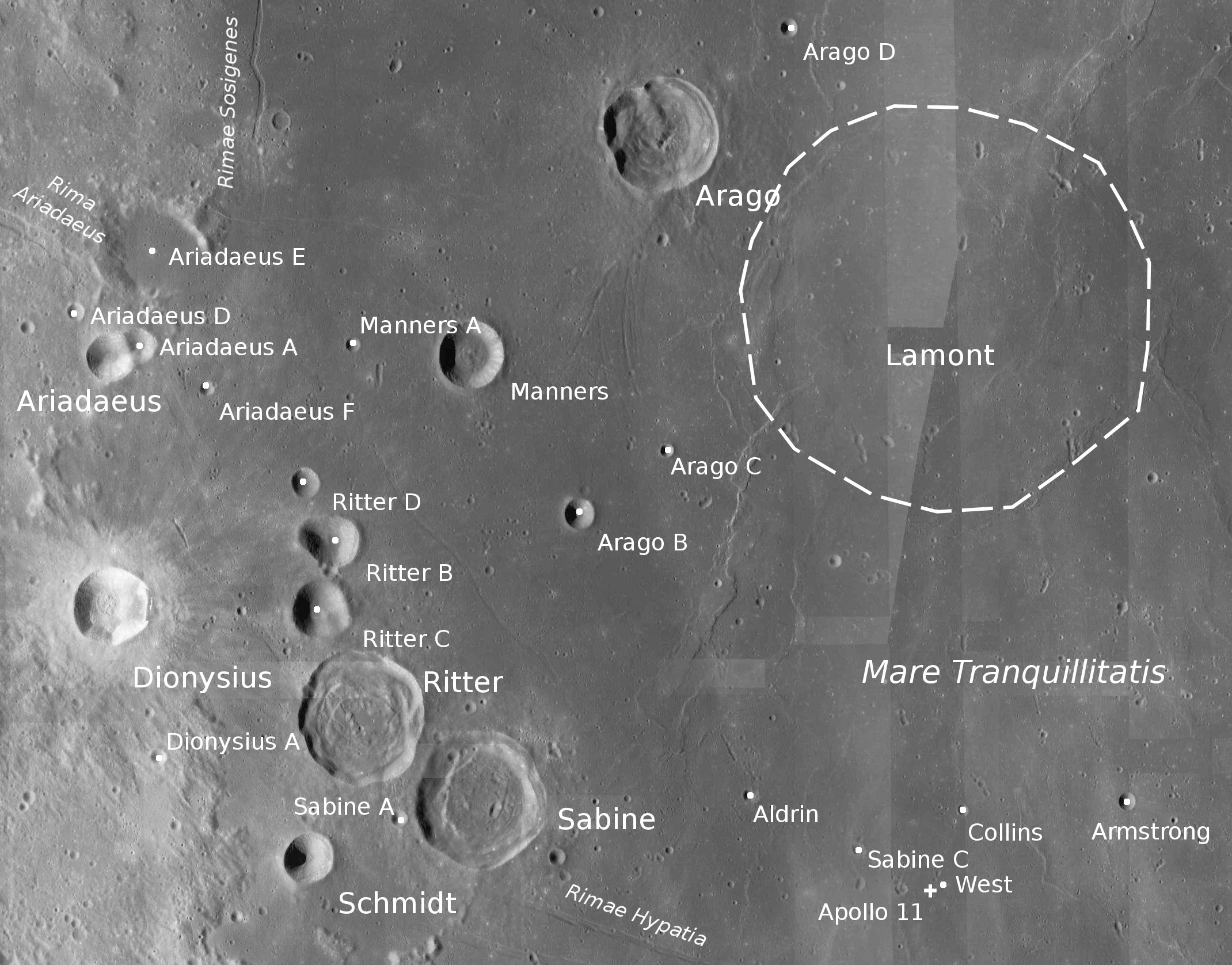
施密特陨石坑周边图，月球勘测轨道飞行器拍摄。

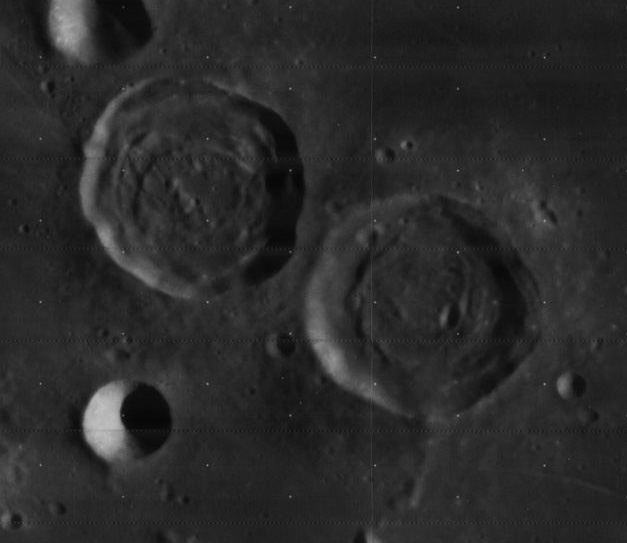
月球轨道器4号拍摄的萨宾陨石坑(中右)、李特尔陨石坑中左)和施密特陨石坑(左下)。

该陨坑西北毗邻狄奥尼修斯陨石坑、东北靠近李特尔陨石坑和萨宾陨石坑，德朗布尔环形山横亘在它的西南，往东南偏东不远则伸展着希帕提娅月溪。该陨坑中心月面坐标为0°58′S 18°47′E / 0.96°S 18.78°E，直径11.13公里，深度约2.23公里。
施密特陨石坑是一座圆碗状的撞击坑，受后续撞击产生的磨损不太明显。坑壁边缘清晰、尖峭，内侧壁光滑平整，坑底面积不大，反照率较周边地形更高，使它呈现出较为明亮的外观。陨坑外侧壁由布满巨石的丘状地形构成，延伸范围超过100米或更多。坑壁平均高出周边地形410米，内部容积约有55.15公里³。

## 另请参阅
- Andersson, L. E.; Whitaker, E. A. . NASA RP-1097. 1982.
- Blue, Jennifer. . USGS. July 25, 2007  [2007-08-05]. （原始内容存档于2015-05-26）.
- Bussey, B.; Spudis, P. . New York: Cambridge University Press. 2004. ISBN 978-0-521-81528-4.
- Cocks, Elijah E.; Cocks, Josiah C. . Tudor Publishers. 1995. ISBN 978-0-936389-27-1.
- McDowell, Jonathan. . Jonathan's Space Report. July 15, 2007  [2007-10-24]. （原始内容存档于2015-01-12）.
- Menzel, D. H.; Minnaert, M.; Levin, B.; Dollfus, A.; Bell, B. . Space Science Reviews. 1971, 12 (2): 136–186. Bibcode:1971SSRv...12..136M. doi:10.1007/BF00171763.
- Moore, Patrick. . Sterling Publishing Co. 2001. ISBN 978-0-304-35469-6.
- Price, Fred W. . Cambridge University Press. 1988. ISBN 978-0-521-33500-3.
- Rükl, Antonín. . Kalmbach Books. 1990. ISBN 978-0-913135-17-4.
- Webb, Rev. T. W.  6th revised. Dover. 1962. ISBN 978-0-486-20917-3.
- Whitaker, Ewen A. . Cambridge University Press. 1999. ISBN 978-0-521-62248-6.
- Wlasuk, Peter T. . Springer. 2000. ISBN 978-1-85233-193-1.